# Tachiraptor admirabilis
Tachiraptor admirabilis — вид базальних неотероподних динозаврів. Динозавр існував у ранньому юрському періоді. Скам'янілі рештки виду знайдені у відкладеннях формування Ла Кінта на півночі Венесуели. Tachiraptor admirabilis описаний з скам'янілої гомілки і сідничної кістки. Це були невеликі двоногі динозаври, розрахункова загальна довжина тіла становить трохи більше 1,5 м (4,9 футів), вага — 25 кг. Вони були ймовірно хижаками широкого профілю, що полювали на дрібних хребетних таких, як інші динозаври або ящірки.